# Tipula (Yamatotipula) lionota
Tipula (Yamatotipula) lionota is een tweevleugelige uit de familie langpootmuggen (Tipulidae). De soort komt voor in het Palearctisch en Nearctisch gebied.